# Pteronarcys princeps
Pteronarcys princeps är en bäcksländeart som beskrevs av Banks 1907. Pteronarcys princeps ingår i släktet Pteronarcys och familjen Pteronarcyidae. Inga underarter finns listade i Catalogue of Life.

## Bildgalleri

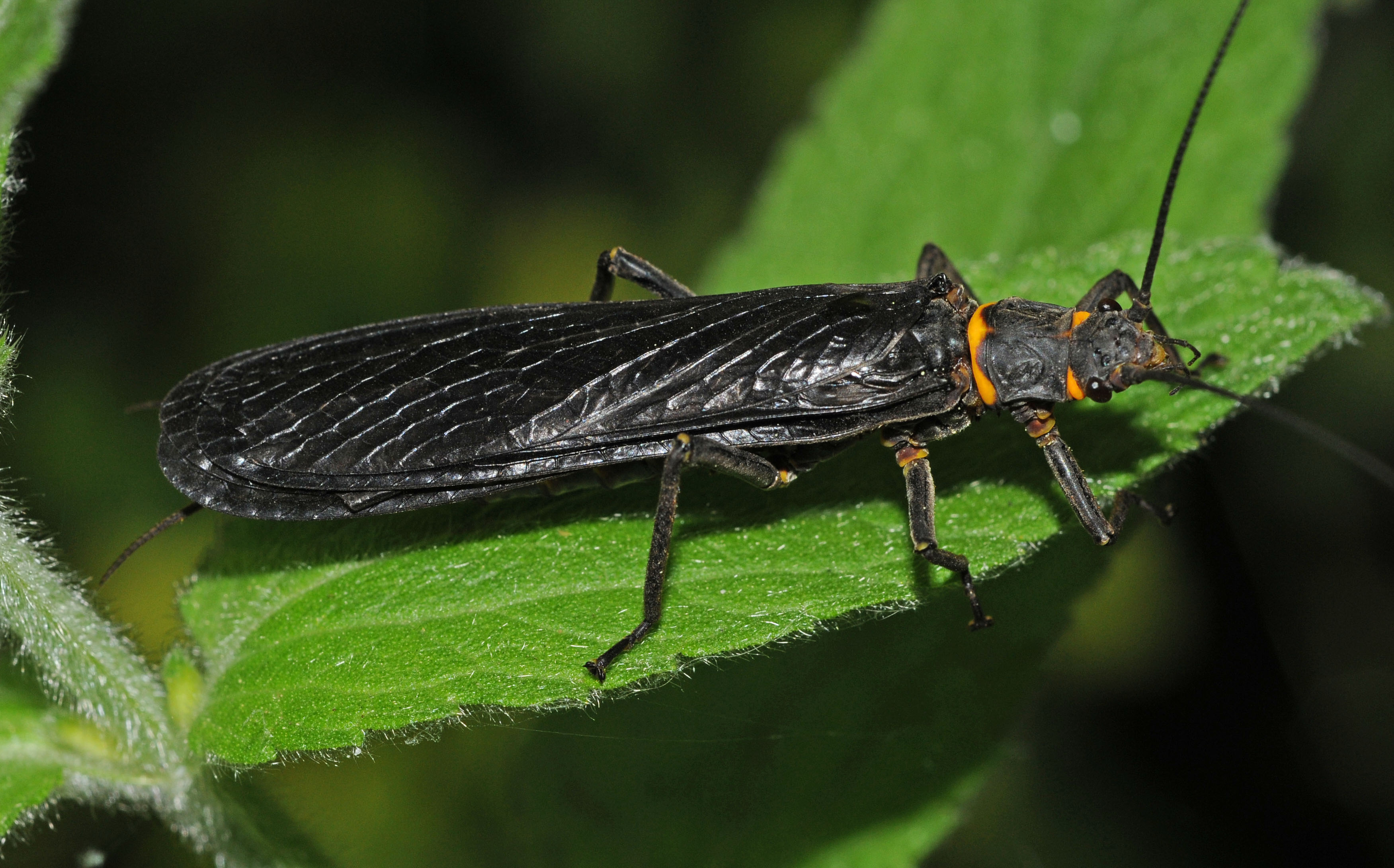